# Accord-cadre pour la paix, la sécurité et la coopération pour la république démocratique du Congo et la région
L'Accord-cadre pour la paix, la sécurité et la coopération pour la république démocratique du Congo et la région, dit Accord-cadre d'Addis-Abeba, été signé le 24 février 2013 à Addis-Abeba. Il s'agit d'une initiative de paix visant à mettre fin au conflit le plus meurtrier depuis la Seconde Guerre mondiale et à résoudre les causes profondes de la violence et des guerres à répétition à l’est de la république démocratique du Congo (RDC).

## Contenu
L'accord prévoit un certain nombre de réformes[Lesquelles ?] pour préparer le terrain à la reprise économique et la démocratisation de la république démocratique du Congo (RDC) à la suite des cycles de conflit de la part de groupes armés tant nationaux qu'étrangers et des actes de violence sexuelle et de graves violations des droits de l'homme quasi-quotidiennement comme des armes de guerre. Le nombre de personnes déplacées figure parmi les plus élevés au monde et tourne de façon persistante autour de 2 millions de personnes. La mise en œuvre du programme national de reconstruction, de réforme du secteur de la sécurité et d'éradication de la pauvreté est constamment interrompu.
Partant d'une cessation des hostilités, des actions concrètes sont requises de la part des gouvernements de la région et de la communauté internationale et de la Communauté pour le développement de l'Afrique australe.
Pour la communauté internationale, l'accord comprend un engagement renouvelé à travailler à la revitalisation de la Communauté économique des pays des Grands Lacs (CEPGL) et à soutenir la mise en œuvre de son objectif de développement économique et d'intégration régionale. L'accord prévoit également la nomination d'un Envoyé spécial des Nations unies, Saïd Djinnit.
En RDC, sur la base additionnelle de la Résolution 2098 du Conseil de sécurité des Nations-Unies et de l'ordonnance n°13/020 du 13 mai 2013 signée par Joseph Kabila, prévoyant un « Mécanisme national de suivi et de supervision de la mise en œuvre des engagements souscrits aux termes de l’Accord-cadre pour la paix, la sécurité et la coopération pour la République Démocratique du Congo et la région du 24 février 2013 », des mesures de réforme en profondeur sont attendues sur les six secteurs suivants :
- Le secteur de la sécurité (armée, police)
- La consolidation de l’autorité de l’État
- La décentralisation
- Le développement et les services sociaux de base
- Les Institutions de l’État et les Finances
- La réconciliation, la tolérance, la démocratisation[5].

## Signataires
L'accord est signé par 11 pays de la région des Grands Lacs (Afrique du Sud, Angola, Burundi, Ouganda, République centrafricaine, république démocratique du Congo, République du Congo, Rwanda, Soudan du Sud, Tanzanie et Zambie), rejoints par le Kenya et le Soudan le 31 janvier 2014, ainsi que par quatre institutions internationales et régionales à savoir les Nations unies (ONU), l'Union africaine (UA), la Conférence internationale sur la région des Grands Lacs (CIRGL) et la Communauté de développement de l'Afrique australe (SADC).

## Mécanisme de suivi d'application
Les partenaires régionaux sont invités à se synchroniser. Les dirigeants des pays de la région sont directement impliqués et bénéficient des bons offices du Secrétaire général des Nations unies, de la présidente de la Commission de l'Union africaine, du président de la Conférence internationale sur la région des Grands Laces et du président de la Communauté pour le développement de l'Afrique australe, en qualité de garants du présent accord. Ils doivent se réunir régulièrement pour passer en revue les progrès dans la mise en œuvre des engagements.
Ce mécanisme sera soutenu par et est étroitement lié à l'Union africaine, la Conférence internationale sur la région des Grands Lacs et la Communauté pour le développement de l'Afrique australe, ainsi qu'à d'autres partenaires internationaux, y compris l'Union européenne, la Belgique, les États-Unis, la France et le Royaume-Uni. Un plan détaillé pour la mise en œuvre de l'accord sera développé conjointement, y compris l'établissement de critères et mesures de suivis appropriées.
Le président de la république démocratique du Congo mettra en place un mécanisme national de suivi. Les Nations unies, l'Union africaine, la Banque mondiale, la Banque africaine de développement et d'autres partenaires apporteront leur soutien à ce mécanisme.